# 1877 no beisebol

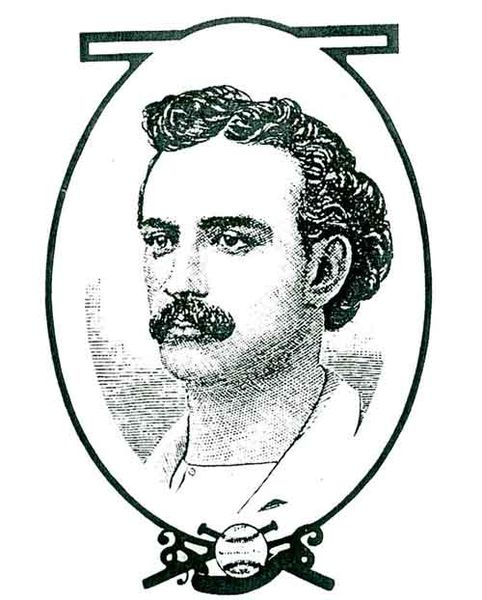
Lip Pike, líder em home runs em 1877.

Esta é uma lista de eventos no mundo do beisebol durante o ano de 1877.

## Campeões
- Liga Nacional: Boston Red Caps
- International Association: London‚ Ontario‚ Canada Tecumsehs
- League Alliance: Indianapolis Blues (Oeste) & Syracuse Stars (Leste)
- New England Association: Lowell Ladies' Men
- New York State Championship Association:  Syracuse Stars

Votação dos jornais americanos:  Boston Beaneaters (NL) e Lowell Ladies' Men (NEA) ficaram em #1 e #2 na votação do campeonato americano.
Inter-league playoff:  Lowell (NEA) bateu o Boston (NL) 2-1
Inter-league playoff:  Syracuse (NYSCA) bateu o Boston (NL) 1-0 (placar 6–0)
League Alliance Tournament:  Syracuse Stars
New York State Championship Tournament:  Binghamton Crickets
Interleague playoff:  Binghamton (NYSC) bateu o Boston (NL), 1-0 (placar 4-1)
Competição Inter-league:  as equipes da National League bateram as esquipes da New England Assn, em vitórias 24-22.

## National League - Times e aproveitamento
| Time                      | Vitórias | Derrotas |
| ------------------------- | -------- | -------- |
| Boston Red Caps           | 42       | 18       |
| Louisville Grays          | 35       | 25       |
| Brooklyn Hartfords        | 31       | 25       |
| St. Louis Brown Stockings | 28       | 32       |
| Chicago White Stockings   | 26       | 33       |
| Cincinnati Reds           | 15       | 42       |

## Líderes
| Liga Nacional      |                  |             |  |
| Tipo               | Nome             | Estatística |  |
| Média em rebatidas | Deacon White BSN | 38,7%       |  |
| HR                 | Lip Pike CIN     | 4           |  |
| RBI                | Deacon White BSN | 49          |  |
| Vitórias           | Tommy Bond BSN   | 40          |  |
| ERA                | Tommy Bond BSN   | 2.11        |  |
| Strikeouts         | Tommy Bond BSN   | 170         |  |

## Nascimentos
- 22 de janeiro – Tom Jones
- 24 de janeiro – Pop Rising
- 4 de fevereiro – Germany Schaefer
- 11 de março – Norwood Gibson
- 2 de abril – Ed Siever [1]
- 5 de abril – Wid Conroy
- 16 de maio – Art Williams
- 20 de julho – Red Kleinow
- 7 de setembro – Mike O'Neill
- 9 de setembro – Frank Chance
- 29 de setembro – Harry Steinfeldt
- 10 de outubro – Pep Deininger
- 26 de outubro – Doc Newton
- 4 de novembro – Tommy Leach
- 23 de novembro – George Stovall
- 30 de novembro – Tacks Latimer
- 1º de dezembro – Matt Broderick
- 7 de dezembro – Hobe Ferris

  
1 – algumas fontes dizem 1875

## Mortes
- 1º de outubro – Ed Somerville, 24, segunda base do Louisville Grays em 1876.
- 18 de dezembro – Archie Bush, 31, umpire em dois jogos durante a temporada de 1871 da National Association.